# Свен (ярл Норвегії)
Свен Гаконсон (*Sveinn Hákonarson, д/н —1016) — ярл і фактичний володар Норвегії у 1000—1015 роках.

## Життєпис

### Молоді роки
Походив з роду Ладе. Син Гакона Сіґурдсона, ярла і фактичного правителя Норвегії. Про дату народження нічого невідомо. Вперше згадується у 986 році, коли разом з батьком і братом Еріком переміг данське військо на чолі із Свеном I у битві при Хьйорунгавагрі (Хеді).
Після загибелі батька у 995 році разом з братом Еріком втік до Швеції. Там Свен одружився з сестрою або доньки Улофа III, короля Швеції. Після цього про діяльність свена Гаконсона відомо недостатньо: або він брав участь у походах шведського короля, чи разом з братом воював проти естів та ільменських словенів.

### Володар Норвегії
1000 року разом з братом Еріком брав участь в битві при Сволдері в 1000 році, коли коаліція дансько-шведських королів розбила флот Олафа I, короля Норвегії. Після перемоги формальним королем Норвегії став Свен I, а фактичну владу перебрав Свен разом з братом Еріком. Брати носили титул ярлів і управляли кожен своєю частиною країни. При цьому Ерік вважався васалом короля Данії, а Свен — васалом короля Швеції. Свен з братом добре панував, підтримуючи мир і сприяючи загальному добробуту. Ерік і Свен хрестилися, але нікому не нав'язували християнства.
У 1012 році Ерік перебрався до Данії, а перед тим передав керування своєю часткою синою Гакону. Свену допомагав у керування зять Ейнар Череревотряс. При його дворі мешкав відомий скальд-поет Берсі Скальдторфусон.
1015 року уклав договір з Ярославом Володимировичем, намісником Новгорода, який розпочав боротьбу за владу після смертів еликого князя Київського Володимира I. Свен Гаконсон надав Ярославові значні війська (до 700-1000 вояків). Цей договір ймовірно було закріплено шлюбом між родичкою ярла Свена та Ярославом.
В цей час з Нормандії прибув Олаф Гаральдсон, союзник Етельреда Нерозумного, проти якого воювали в Англії Кнуд, король Данії, і Ерік Гаконсон. Скориставшись відплиттям данців і їх союзників до Англії, та відправлення значних сил на Русь, Олаф зайняв Східну Норвегію. Свен в цей час перебував у Тронхеймі. Він проплив на південь уздовж західного узбережжя Норвегії, зібравши союзників. 25 березня 1016 року у Вербну неділю, суперники зустрілися в Осло-фьйорді, поблизу Нес'яра. У запеклій битві Свен Гаконсон зазнав поразки й втік до Швеції, сподіваючись зібрати там нове військо, але незабаром захворів і помер.

## Родина
- Гунхільда (д/н—1060), дружина Анунда III, короля Швеції